# Parafia św. Barbary w Turowcu
Parafia św. Barbary w Turowcu – parafia rzymskokatolicka, znajdująca się w archidiecezji lubelskiej, w dekanacie Chełm – Wschód.

## Zasięg parafii
Do parafii należą wierni z następujących miejscowości: Krasne, Maziarnia, Poniatówka, Putnowice-Kolonia, Putnowice Wielkie, Putnowice Górne, Turowiec, Wólka Putnowicka, Wygnańce